# Honduras a 2000. évi nyári olimpiai játékokon
Honduras az ausztráliai Sydneyben megrendezett 2000. évi nyári olimpiai játékok egyik részt vevő nemzete volt. Az országot az olimpián 3 sportágban 20 sportoló képviselte, akik érmet nem szereztek.

## Atlétika
Női
| Versenyző   | Versenyszám | Eredmény | Helyezés |
| ----------- | ----------- | -------- | -------- |
| Gina Coello | Maraton     | 3:02:32  | 42.      |

## Labdarúgás

### Férfi
| Hondurasi férfi labdarúgócsapat-játékoskeret | Hondurasi férfi labdarúgócsapat-játékoskeret | - Mario Chirinos - Julio César de León - Iván Guerrero - Júnior Izaguirre - Walter López - Jairo Martínez - Elmer Montoya - Carlos Paez - Francisco Pavón | - Luis Ramírez - Jaime Rivera - Elvis Scott - David Suazo - Julio Suazo - Maynor Suazo - Dany Turcios - Noel Valladares - Jaime Rosales |

#### Eredmények
|  | Bejutott a negyeddöntőbe |
|  | Kiesett                  |

Csoportkör
A csoport
| Csapat            | M | Gy | D | V | Rg | Kg | Gk | P |
| ----------------- | - | -- | - | - | -- | -- | -- | - |
| Olaszország (ITA) | 3 | 2  | 1 | 0 | 5  | 2  | +3 | 7 |
| Nigéria (NGR)     | 3 | 1  | 2 | 0 | 7  | 6  | +1 | 5 |
| Honduras (HON)    | 3 | 1  | 1 | 1 | 6  | 7  | –1 | 4 |
| Ausztrália (AUS)  | 3 | 0  | 0 | 3 | 3  | 6  | –3 | 0 |

| 2000. szeptember 13. 18:30 |

| Nigéria (NGR)                             | 3–3               | Honduras (HON)         |
| ----------------------------------------- | ----------------- | ---------------------- |
| Ignabidolor 50' Agali 78' Aiyegbeni 90+1' | (0–1) Jegyzőkönyv | Suazo 35' 76' León 60' |

| Hindmarsh Stadium, Adelaide Nézőszám: 13 386 Játékvezető: Ľuboš Micheľ (szlovák) |

| 2000. szeptember 16. 18:30 |

| Olaszország (ITA)               | 3–1               | Honduras (HON)    |
| ------------------------------- | ----------------- | ----------------- |
| Comandini 12' 22' Ambrosini 18' | (3–1) Jegyzőkönyv | Nesta 29' (öngól) |

| Hindmarsh Stadium, Adelaide Nézőszám: 18 301 Játékvezető: Lu Csün (kínai) |

| 2000. szeptember 19. 20:00 |

| Ausztrália (AUS)    | 1–2               | Honduras (HON) |
| ------------------- | ----------------- | -------------- |
| Rosales 51' (öngól) | (0–1) Jegyzőkönyv | Suazo 3' 60'   |

| Sydney Football Stadium, Sydney Nézőszám: 37 788 Játékvezető: Mourad Daami (tunéziai) |

| Csapat         | Helyezés |
| -------------- | -------- |
| Honduras (HON) | 10.      |

## Úszás
Férfi
| Versenyző             | Versenyszám | Előfutam | Előfutam | Előfutam | Elődöntő | Elődöntő | Elődöntő | Döntő   | Döntő    |
| Versenyző             | Versenyszám | Idő      | Hely.    | Össz.    | Idő      | Hely.    | Össz.    | Idő     | Helyezés |
| --------------------- | ----------- | -------- | -------- | -------- | -------- | -------- | -------- | ------- | -------- |
| Alejandro Castellanos | 100 m gyors | 54,06    | 8.       | 64.      | kiesett  | kiesett  | kiesett  | kiesett | kiesett  |

Női
| Versenyző      | Versenyszám | Előfutam | Előfutam | Előfutam | Elődöntő | Elődöntő | Elődöntő | Döntő   | Döntő    |
| Versenyző      | Versenyszám | Idő      | Hely.    | Össz.    | Idő      | Hely.    | Össz.    | Idő     | Helyezés |
| -------------- | ----------- | -------- | -------- | -------- | -------- | -------- | -------- | ------- | -------- |
| Pamela Vásquez | 200 m gyors | 2:15,83  | 2.       | 38.      | kiesett  | kiesett  | kiesett  | kiesett | kiesett  |